# 米哈伊利夫卡 (別爾沙季市鎮)
48°13′59″N 29°39′21″E / 48.23306°N 29.65583°E
米哈伊利夫卡（烏克蘭語：Михайлівка）是位於烏克蘭西南部的村莊，由文尼察州海辛區的別爾沙季市鎮負責管轄。該村始建於1650年，面積36.32平方公里，海拔高度146米，2001年人口917，人口密度每平方公里25.25人。